# See you Darling
See you Darling（シー ユー ダーリン）は、岸本早未の11枚目のシングル。

## 解説
- 前作から4ヶ月でリリースされた。
- テレビ東京『PVTV』のエンディングテーマになった。
- これまでのシングルの中で初動枚数が低い。

## 収録曲
1. See you Darling
作詞:岸本早未　作曲:小島久尚　編曲:NAKEDGRUN
2. epilogue
作詞:岸本早未　作曲:藤末樹　編曲:尾城九龍
3. Sweet Rider
作詞:岸本早未　作曲:Hiya & Katsuma　編曲:名倉学
4. See you Darling ～Instrumental～

## コーラス
- 望月由絵